# Sunset, Utah
Sunset är en ort i Davis County i delstaten Utah, USA.